# Verwaltungsgemeinschaft Kamenz-Schönteichen
Die Verwaltungsgemeinschaft Kamenz-Schönteichen war eine Verwaltungsgemeinschaft im Freistaat Sachsen im Landkreis Bautzen. Sie lag im Nordwesten des Landkreises, zirka 40 km nordöstlich der Landeshauptstadt Dresden. Das Gemeinschaftsgebiet liegt in der westlichen Oberlausitz am Fuße des Hutberges im Naturraum Westlausitzer Hügel- und Bergland. Die Gegend ist die Grenze zwischen der flachen Teichlandschaft im Norden und dem Lausitzer Bergland im Süden. Die Stadt Kamenz wird von der Schwarzen Elster durchflossen. Südlich des Gemeinschaftsgebietes verläuft die Bundesautobahn 4, welche über die Anschlussstelle Burkau erreichbar ist.
Am 1. Januar 2019 wurde die Gemeinde Schönteichen aufgelöst und die Ortsteile nach Kamenz eingemeindet, womit die Verwaltungsgemeinschaft aufgelöst wurde. Sie hatte zuletzt (Stand: 31. Dezember 2017) 16.845 Einwohner auf einer Fläche von 98,3 km², letzter Verwaltungsvorsitzender war Roland Dantz, Oberbürgermeister von Kamenz.

## Die Gemeinden mit ihren Ortsteilen
- Kamenz mit den Ortsteilen Kamenz (Stadt), Jesau, Wiesa, Thonberg, Lückersdorf, Gelenau, Bernbruch, Deutschbaselitz, Zschornau, Schiedel und Hennersdorf
- Schönteichen mit den Ortsteilen Biehla, Brauna, Cunnersdorf, Hausdorf, Liebenau, Petershain, Rohrbach, Schönbach und Schwosdorf